# David Zumbach
David Zumbach (* 20. März 1984 in Aarau) ist ein ehemaliger Schweizer Leichtathlet. Seine Spezialdisziplin war der Hochsprung. 

## Erfolge
- 2002: Schweizer Meister Junioren Hochsprung
- 2006: Schweizer Hallen-Meister Hochsprung
- 2007: Schweizer Meister Hochsprung
- 2008: Schweizer Meister Hochsprung
- 2009: Schweizer Meister Hochsprung

## Persönliche Bestleistungen
- Hochsprung: 2,14 m, 5. Juni 2006, Zofingen
- Hochsprung Halle: 2,16 m, 22. Januar 2006, Unna

| Personendaten    | Personendaten                       |
| ---------------- | ----------------------------------- |
| NAME             | Zumbach, David                      |
| KURZBESCHREIBUNG | Schweizer Leichtathlet (Hochsprung) |
| GEBURTSDATUM     | 20. März 1984                       |
| GEBURTSORT       | Aarau                               |